# Knickschlepper

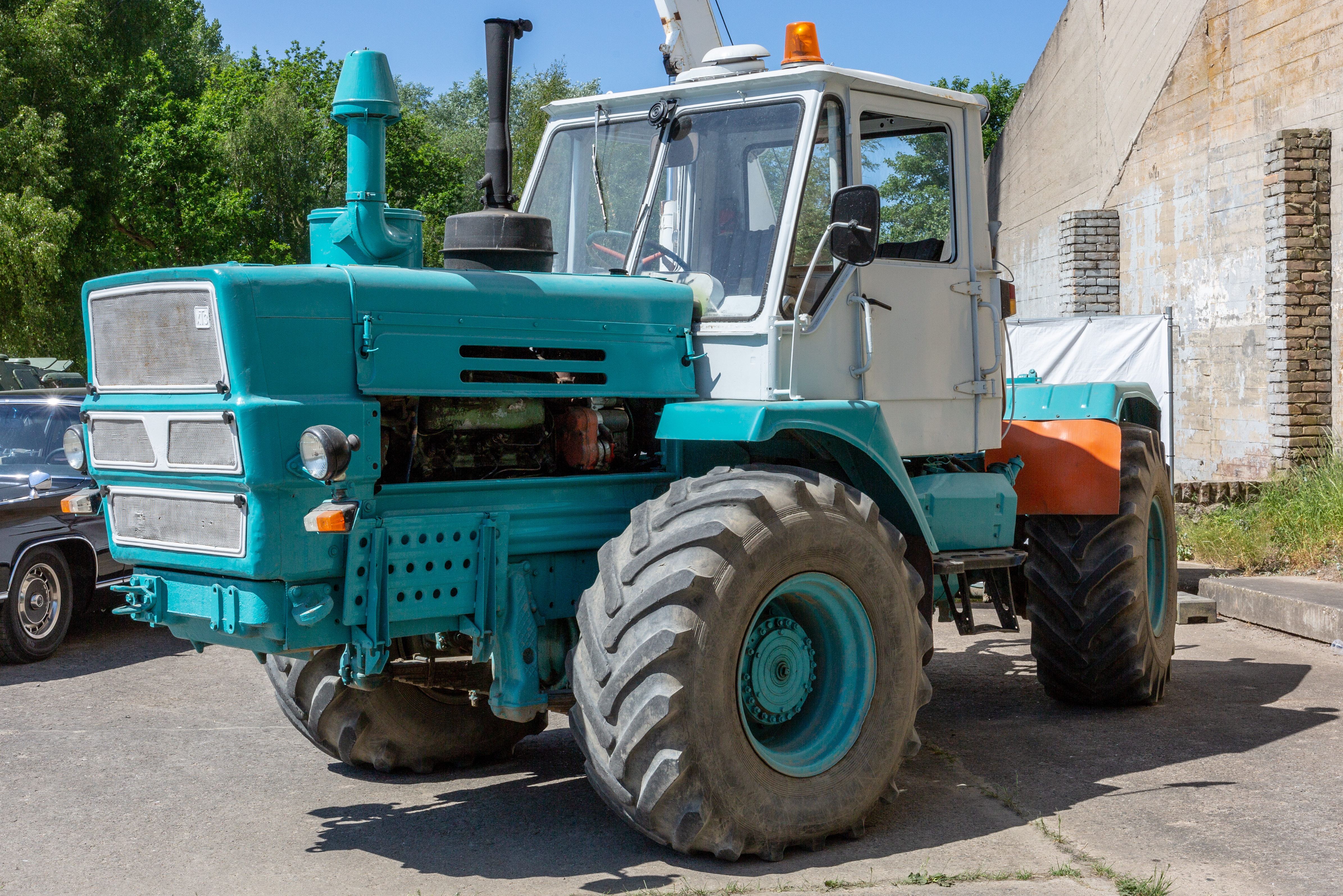
Knickschlepper T-150K

Knickschlepper sind Traktoren mit einer Knicklenkung. Es gibt sie zum einen als leistungsfähige Großschlepper für den Einsatz auf dem Feld und zum anderen als Klein- oder Schmalspurtraktoren für die Arbeit in Plantagen oder im Weinberg. Knickschlepper eignen sich auch gut für Zugaufgaben und Rückearbeiten in der Forstwirtschaft.

## Beschreibung
Bei Knickschleppern ist der Rahmen zwischen der Vorder- und der Hinterachse geteilt und beide Teile sind durch ein Gelenk miteinander verbunden. Am Gelenk sind auf beiden Seiten Hydraulikzylinder angebracht, die bei Drehung des Lenkrads ein horizontales Verschwenken beider Fahrzeugteile bewirken und so zu einer Richtungsänderung des Schleppers führen. Bei älteren Traktoren erfolgt die Lenkkraftübertragung nicht hydraulisch, sondern mechanisch.
Die einzelnen Räder von Schleppern mit Knicklenkung führen bei den allermeisten Modellen keine Lenkbewegung aus. Es gibt jedoch auch einzelne Traktoren, bei denen die Knicklenkung mit einer Achsschenkellenkung kombiniert ist (Beispiel NX-Baureihe von Valtra).
Die Räder an der Vorderachse und der Hinterachse sind bei Knickschleppern in der Regel gleich groß, wodurch sich eine Kopflastigkeit und damit eine bessere Geländegängigkeit ergibt. Und meist verfügen sie für eine gesteigerte Traktion über Allradantrieb. Häufig sind Knickschlepper zur Verbesserung der Fahreigenschaften im Gelände auch mit Radlastausgleich und Differentialsperre ausgestattet.

## Vor- und Nachteile

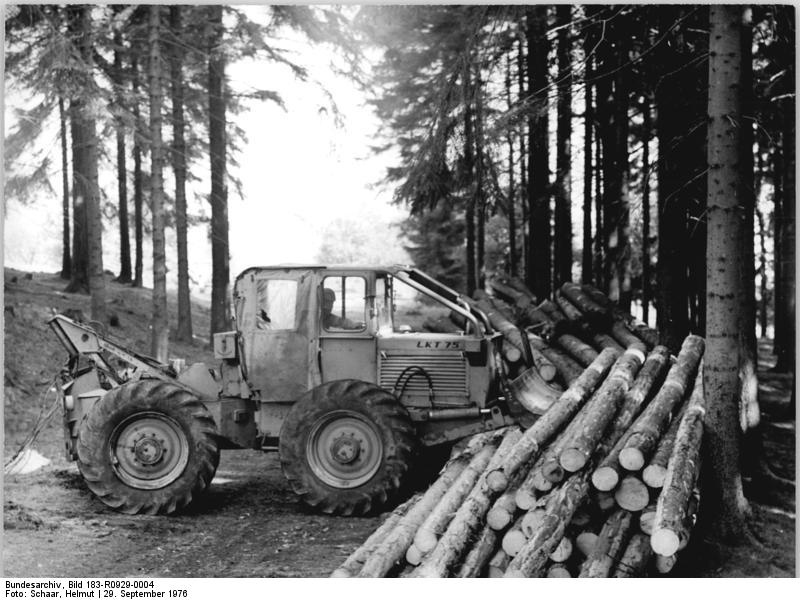
Knickschlepper LKT 75 beim Poltern

Gegenüber Standardtraktoren mit Achsschenkellenkung haben Knickschlepper verschiedene Vor- und Nachteile. Der bedeutendste Vorteil ist, dass der Wendekreisdurchmesser sowohl bei kurzen als auch bei großen Radständen im Vergleich erheblich geringer ist und damit auch bei beengten Platzverhältnissen ein Wenden in einem Zug ermöglicht wird. Zudem bewirkt die Knicklenkung einen sogenannten „Nachlaufeffekt“. Das bedeutet, die Hinterräder folgen in Kurvenfahrten den Spuren der Vorderräder, sie sind also spurtreu. 
Des Weiteren ist vorteilhaft, dass Richtungsänderungen auch im Stand vorgenommen werden können und sich der Traktor damit beispielsweise bei Einsatz des Frontladers oder bei Rückearbeiten präzise manövrien lässt. Darüber hinaus hat der Knickschlepper bei Kurvenfahrt auch bei nachgiebigen Böden eine hohe Zugkraft bei vergleichsweise geringem Leistungsbedarf. Und durch die kopflastige Bauweise kann im Gelände eine gute Steigfähigkeit von 50 bis 55 % erreicht werden. Dies macht den Knickschlepper auch für Einsätze in Hanglagen (beispielsweise im Weinberg) tauglich.
Neben den Vorteilen besitzen Knickschlepper einige Nachteile. So verlagert sich beim Abknicken des Rahmens der Schwerpunkt nach außen und die Kippgefahr des Traktors steigt damit insbesondere in unebenem Gelände oder in beladenem Zustand deutlich an. Dies wirkt sich auch nachteilig auf seine Eignung als Geräteträger aus. Mit Hilfe von aktiven Sicherheitssystemen kann die Standsicherheit etwas verbessert werden.
Bedingt durch das Prinzip der Knicklenkung kann der Traktor nicht im Hundegang gefahren werden und auch Querfahrten sind nicht möglich. Darüber hinaus neigt der Knickschlepper bei höheren Geschwindigkeiten zu schlechterer Fahrstabilität. Der Fahrer eines Knickschleppers muss im Vergleich zum Traktor mit Achsschenkellenkung zudem eine höhere Lenkkraft aufbringen. Durch das automatische Auskuppeln der Antriebsachsen lässt sich der Lenkwiderstand jedoch etwas verringern und auch der Reifenverschleiß kann dadurch reduziert werden.
Ein weiterer Nachteil tritt bei intensiver Bodenbearbeitung mit Dreipunktanbaugeräten auf. So wirkt sich jede Lenkbewegung auch auf das Anbaugerät und damit auf die Qualität der Bodenbearbeitung aus. Zufriedenstellende Arbeitsergebnisse werden nur erreicht, wenn das Anbaugerät an einem Anhängerbolzen freischwingend befestigt ist und mit Hilfe eines eigenen Fahrbockes über den Boden gezogen wird.

## Geschichte

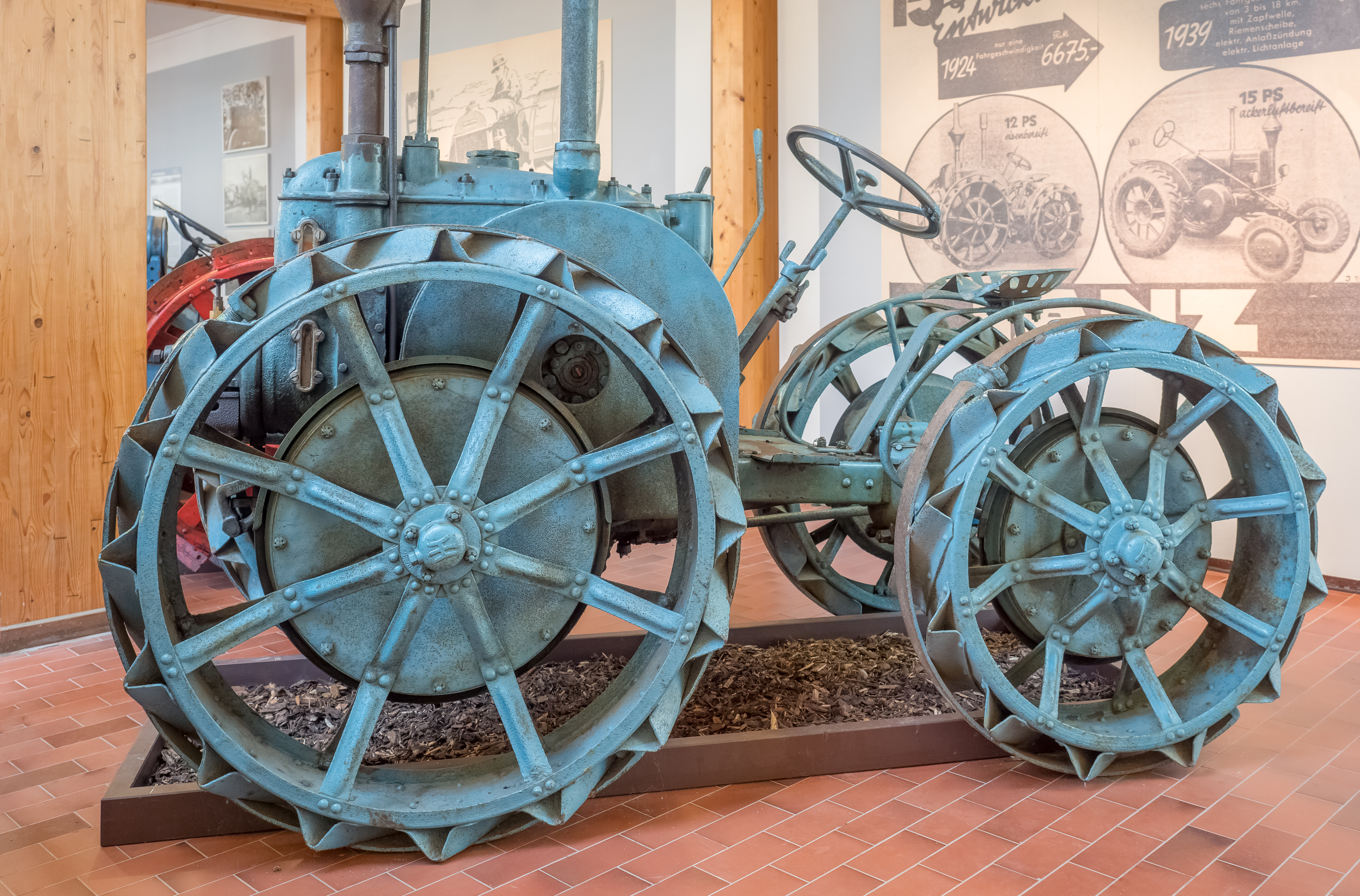
Als erster Serien-Knickschlepper gilt der Lanz HP

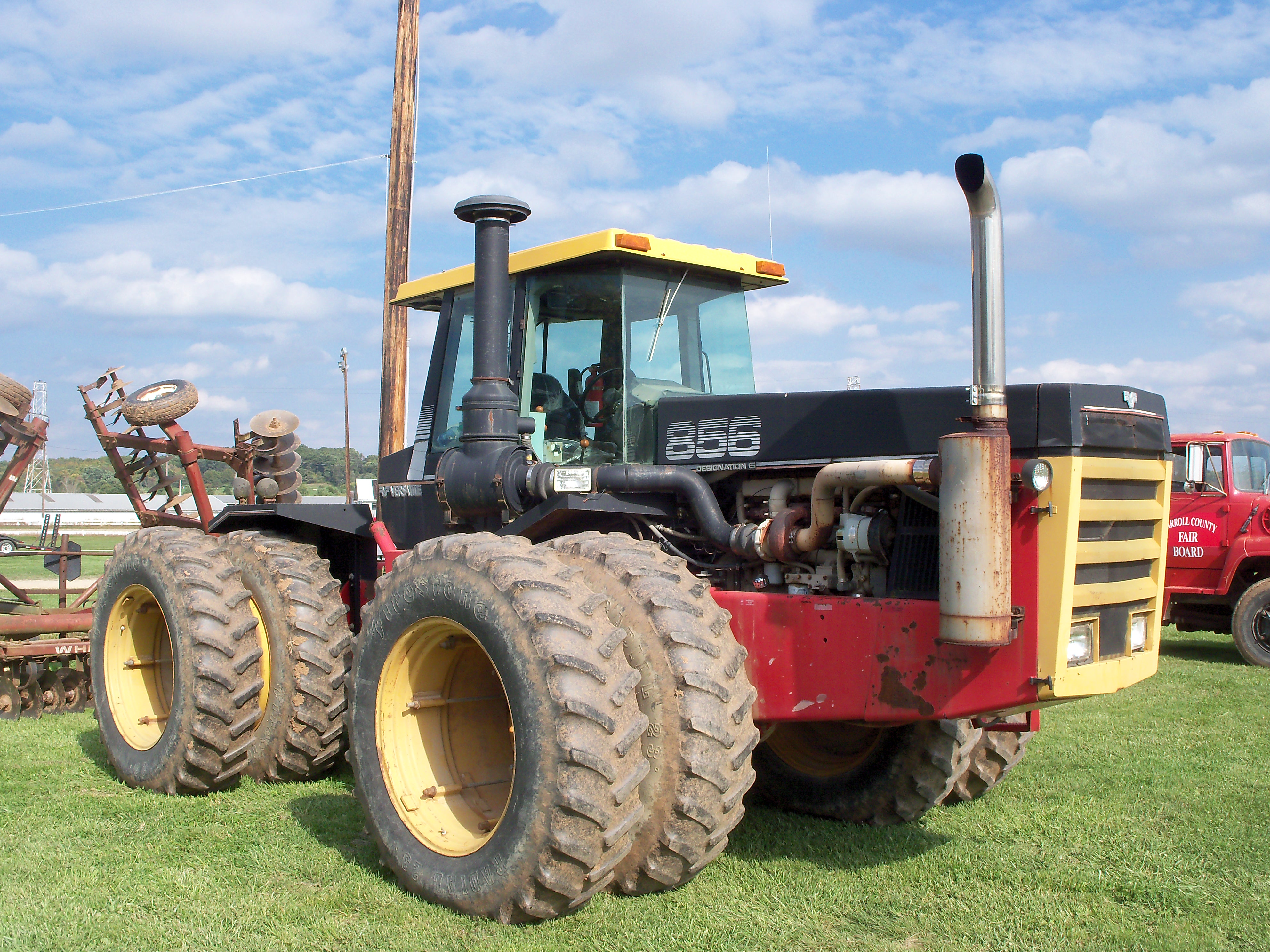
Kanadischer Knickschlepper 856 Designation 6 von Versatile

Eine Vorreiterrolle beim Bau von Knickschleppern nahm die Firma Lanz mit dem zwischen 1923 und 1926 gebauten Modell HP ein. Es handelte sich damals um eine völlig neuartige Bauweise, die vor allem wegen ihrer Wendigkeit Anklang fand. Die Absatzzahlen des sog. Knicklenkers blieben jedoch gering und weder bei Lanz noch bei anderen Herstellern wurden in den nächsten Jahrzehnten weitere Knickschlepper auf den Markt gebracht.
Erst nach dem Zweiten Weltkrieg widmeten sich einige Hersteller wieder dem Bau von Knickschleppern. Dabei gab es mehrere örtlich voneinander getrennte Entwicklungswege. In Nordamerika erwiesen sich leistungsfähige Großschlepper mit Knicklenkung und Allradantrieb als sehr gut geeignet für die Bewirtschaftung der riesigen Ackerflächen. Zu dieser Erkenntnis gelangten dort zuerst die Wagner-Brüder aus Portland und begannen mit dem Bau von allradgetriebenen Knickschleppern in Kleinserie ab 1954. Zum Durchbruch in den Vereinigten Staaten verhalfen dem Knickschlepper die von Steiger zunächst in der familieneigenen Scheune und ab 1969 in einer Fabrik gefertigten Großschlepper. In Kanada entstand mit Versatile ebenfalls ein Unternehmen, das ab 1966 knickgelenkte und allradgetriebenen Großtraktoren fertigte. Beide Firmen überlebten die Absatzkrise von Großtraktoren in den 1980er Jahren nicht und wurden von anderen Traktorenherstellern übernommen, die den Bau von knickgelenkten Großtraktoren fortsetzten.
In der Sowjetunion begann in den frühen 1960ern die Entwicklung und im September 1964 die Großserienfertigung des Kirowez K-700, der später zum Kirowez K-700A und zum Kirowez K-701 mit Zwölfzylindermotor überarbeitet wurde. In den folgenden Jahrzehnten baute das Kirowwerk fast eine halbe Million schwere Traktoren mit Knicklenkung. Ein weiterer Vertreter dieser Bauart aus der Sowjetunion und später der Ukraine ist der im Charkiwer Traktorenwerk ab 1972 gebaute T-150K.
In Westeuropa dagegen ging die Entwicklung einen etwas anderen Weg. Knickschlepper wurden und werden aufgrund ihrer Wendigkeit und Steigfähigkeit eher für Arbeiten in beengten Verhältnissen oder an Hanglagen vorgesehen. Einige Hersteller spezialisierten sich daher auf den Bau von Kleintraktoren mit Knicklenkung und Allradantrieb. Zu den Pionieren zählt hierbei die Firma Holder, die ab 1953 Schlepper mit Knicklenkung auf den Markt brachte. Konkurrenz bekam Holder 1963 mit der italienischen Firma Antonio Carraro. Später begannen auch Valpadana, BCS sowie Pasquali und Ferrari mit dem Bau von kleinen Knickschleppern.